# Jan Bobrowski
Jan Bobrowski (ur. 31 marca 1925 w Konopnicy, powiat zborowski, zm. 19 stycznia 2014 w Londynie) – polski inżynier.

## Życiorys
Uczył się w V Państwowym Gimnazjum im. Hetmana Stanisława Żółkiewskiego we Lwowie. W 1941 został razem z rodziną zesłany na Syberię. Po ogłoszeniu amnestii w 1942 przedostał się do miejsca formowania Armii Andersa, został wcielony do 2 Korpusu Polskiego, z którym przeszedł szlak bojowy przez Bliski Wschód, walczył pod Monte Cassino. Od 1945 kontynuował przerwaną edukację w liceum w Alessano, w 1945 zdał maturę i wyjechał do Wielkiej Brytanii, gdzie rozpoczął studia na Wydziale Inżynierii Battersea College of Technology. W 1952 uzyskał tytuł Bachelor Science, a następnie przez dziesięć lat pracował w firmach inżynieryjnych, a następnie założył własne przedsiębiorstwo „Jan Bobrowski and Partners Ltd.” zajmujące się projektami lądowo-wodnymi. Prowadzona przez niego firma podczas realizacji stosowała wiele nowatorskich rozwiązań z zastosowaniem prefabrykatów, lekkiego i sprężonego betonu. Projektował obiekty sportowe m.in. trybuny torów wyścigowych, stadionów piłkarskich oraz parkingi wielopoziomowe. W 1983 był współprojektantem dachu skorupkowego nad Olymipic Saddledome w Calgary o największej na świecie rozpiętości, czym zdobył sobie międzynarodowe uznanie. W 1982 doktoryzował się na Uniwersytecie Surrey w Guildford, rok później otrzymał Fellow ship of Engieneering. Pracował jako wykładowca na Wydziale Technologicznym Polskiego Uniwersytetu Naukowego na Obczyźnie, był członkiem Polskiego Towarzystwa Naukowego na Obczyźnie.

## Odznaczenia
- Krzyż Kawalerski Orderu Odrodzenia Polski (1989)[2]
- Złoty Krzyż Zasługi[3],
- Medal Wojska
- Krzyż Pamiątkowy Monte Cassino
- Polski Medal Obrony.
- Honorowe obywatelstwo miasta Londynu,